# Congress Branch
La Congress Branch (surnommée West Side Subway sur les plans de construction) est un tronçon de la ligne bleue du métro de Chicago situé dans la médiane de l'Interstate 290 connue sous nom de Eisenhower Expressway dans l'agglomération de Chicago.
Longue de quatorze kilomètres, elle est connectée à l'est au Milwaukee-Dearborn Subway vers O'Hare et elle traverse les villes de Chicago, de Oak Park et de Forest Park.

## Historique
Son chantier a débuté en 1953 afin de remplacer l’ancienne Garfield Park Branch ouverte par la Metropolitan West Side Elevated au début du siècle et dont la destruction était obligatoire afin de permettre le passage de l’autoroute.
Ouverte en juin 1958 sous un tout nouveau concept mondial (puisque c'était la première fois qu'un réseau de transport en commun était intégré à une voie rapide), elle fut connectée au Milwaukee-Dearborn Subway récemment prolongé jusque Clinton.
En même temps il fut décidé que la Douglas Branch y serait également connecté après la station Racine afin de desservir en alternance 54th/Cermak et Forest Park. Du côté nord, la ligne roule à cette époque jusque Logan Square.
Le 2 septembre 1973, la Chicago Transit Authority ferme les stations Kostner, Central et California (toujours visibles sur le réseau), la ramenant ainsi à onze stations.

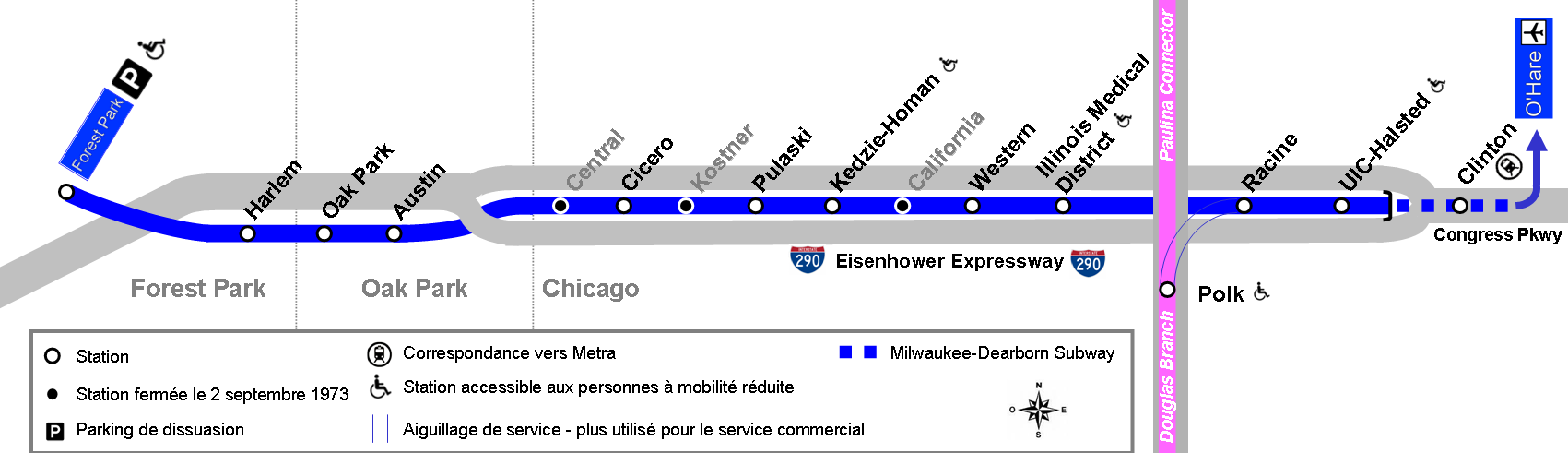
Plan de la Congress Branch.

Le 2 octobre 1994, la Chicago Transit Authority adopte une différenciation de couleurs pour chacune de ses lignes et la Congress Branch qui à la même date devient la Forest Park Branch reçoit la couleur bleue.

## La Garfield Park Branch
Le Garfield Park Branch (parfois appelée Met Main Line)  a été inaugurée le 19 juin 1895 par la Metropolitan West Side Elevated Railroad Company. Elle était composée de quatre voies qui se séparaient à hauteur de Marshfield Junction en trois branches : La Logan Square Branch (connue aujourd’hui sous le nom de Milwaukee Elevated), la Douglas Branch et la Garfield Park Branch qui roulait vers l’ouest en parallèle à Van Buren Street et Harrison Avenue jusque 48th Street à la frontière entre Chicago et Cicero.

### Son histoire
Les travaux de la Garfield Park Branch ont débuté en août 1893 au croisement de Paulina Street et de Sacramento Boulevard. Après deux ans de travaux, le premier tronçon s’ouvre entre Robey Street et Canal Street sur la Logan Square Branch le 6 mai 1895.
Le 17 mai 1895, le service est étendu au terminal de Franklin Street à l’achèvement du pont au-dessous de la rivière Chicago.
Le 19 juin 1895, la Garfield Park Branch entre en service à 48th Street (Cicero Avenue),
Le 25 août 1902, elle est prolongée à l’ouest jusque 52nd Street (Laramie avenue)  où une correspondance est possible avec les trains de la Elgin & Aurora Chicago Railway jusqu'au comté d’Aurora.
23 février 1905, le conseil municipal modifie les accords et autorise la Metropolitan West Side Elevated à utiliser les voies de la Elgin & Aurora Chicago Railway en contrepartie du paiement d’un loyer jusqu'au quartier de Austin.
Quelques jours plus tard, le 11 mars, la Garfield Park Branch est étendue à DesPlaines Avenue dans la ville de Forest Park.
Le 1er octobre 1926, grâce à l’annexe des voies de la Elgin & Aurora Chicago Railway au Chicago Rapid Transit, elle est étendue à Roosevelt Road, à Westchester.
Le 9 décembre 1951, quatre ans après la prise de pouvoir de la Chicago Transit Authority, le service de la Westchester Branch considéré comme peu rentable est annulé et remplacé par un bus. La Garfield Park Branch est à nouveau limitée à DesPlaines Avenue
Le 20 septembre 1953, commencent les travaux de l’autoroute Congress (aujourd’hui Eisenhower Expressway). Plusieurs tronçons de la Garfield Park Branch se situent sur le tracé du chantier. Il est donc décidé de dérouter le 'L' sur des rails à même la voirie entre Sacramento Boulevard et Aberdeen Avenue (soit sur 3,2 kilomètres) afin de permettre l’exécution du chantier tout en maintenant la desserte pour les passagers.
Le 22 juin 1958, La Garfield Park Branch est fermée, les rames sont déroutées sur la nouvelle Congress Branch et les restes de la ligne furent définitivement démantelés en novembre de la même année.

## La Westchester Branch
La Westchester Branch fut construite par la Aurora & Elgin Chicago Railroad, les travaux ont débuté en 1925 et l’extension fut inaugurée le 30 septembre 1926 à cette différence près que c’est finalement le Chicago Rapid Transit qui l’exploita en prolongeant la Garfield Park Branch.
Vu que la ligne traversait des champs, les deux cents ouvriers furent casernés dans des baraquements provisoires le long du chantier durant toute la phase de construction.
Vu la construction massive dans les quartiers à proximité des lignes du 'L', les promoteurs de la région avaient prévu le même effet avec la Westchester Branch en la vendant comme une nouvelle solution pour le logement à Chicago. C’était sans compter sur la crise économique liée au Krach boursier de 1929.
Le 13 janvier 1927 des travaux débutèrent pour la prolonger de 1,6 kilomètre afin de rejoindre Mannheim. Cette extension fut plusieurs fois abandonnée puis relancée ce qui explique que malgré son tracé au niveau du sol, elle ne fut inaugurée que le 1er décembre 1930.
La ligne d’une longueur totale de neuf kilomètres comportait neuf stations au-delà de DesPlaines Avenue en direction de la commune de Westchester.
La situation évolua peu durant les deux décennies suivantes et lors de la création de la Chicago Transit Authority, une grande révision des services fut étudiée. La Westchester Branch fut la première section à fermer ses portes ; elle fut dans un premier temps exploitée comme une navette de Mannheim à DesPlaines Avenue à partir du 19 février 1950 avant d’être définitivement fermée et remplacée par un bus (le 25) en date du 9 décembre 1951.
Après l'abandon, la Aurora & Elgin Chicago Railroad décida de relancer la desserte dans le cadre de son service interurbain avant d’établir elle-même le constat de fréquentation insuffisante et de supprimer la desserte le 3 juillet 1957.